# Tasovice
Tasovice är en ort i Tjeckien.   Den ligger i distriktet Okres Znojmo och regionen Södra Mähren, i den sydöstra delen av landet, 190 km sydost om huvudstaden Prag. Tasovice ligger 210 meter över havet och antalet invånare är 1 221.
Terrängen runt Tasovice är platt. Runt Tasovice är det ganska tätbefolkat, med 56 invånare per kvadratkilometer. Närmaste större samhälle är Znojmo, 8,1 km väster om Tasovice. Trakten runt Tasovice består till största delen av jordbruksmark.